# Elgiva (geslacht)
Elgiva is een geslacht uit de familie van de slakkendoders (Sciomyzidae).

## Soorten
- Elgiva connexa (Steyskal, 1943)
- Elgiva cucularia (Linnaeus, 1767)
- Elgiva divisa (Loew, 1845)
- Elgiva elegans Orth & Knutson, 1987
- Elgiva pacnowesa Orth & Knutson, 1987
- Elgiva solicita (Harris, 1780)